# 조지 플로이드 동상
조지 플로이드 동상은, 미니애폴리스의 경찰의 공권력 과잉 진압 및 과잉 남용으로 체포 과정에서 사망한 그를 기리고자 설립된 동상이다. 2021년에 스탠리 왓츠 (Stanley Watts)에 의해 건축되었으며, 신나치주의 집단에 의해 검은색 페인트로 훼손되었다. 뉴저지주 뉴어크 외곽에 위치해 있다.

## 묘사
무게는 700 파운드 (320 kg)이다. 그리고 실물보다 더 크게 조각된 동상은 벤치에 느긋하게 앉아 있는 조지 플로이드이다. 왓츠는 동상에 대해 "세상은 평화로운 조지 플로이드 같은 존재가 필요했다"고 말했다.

## 역사
그 조각상은 레온 피크니 (Leon Pickney)에 의해 의뢰되었다. 이 작품은 뉴욕 할렘의 패이슨 파이어하우스 영화관 (Faison Firehouse Theater)에서 잠시 전시되었다. 그것은 뉴어크 시에 기증되어 2021년 6월 19일에 설치되었고, 적어도 1년 동안 현재의 위치에 유지될 것이다.
설치 며칠 후인 6월 24일 밤, 그 조각품은 파손되었다. 동상의 얼굴은 검은색으로 칠해져 있었고, 몸통에는 신나치주의 단체의 이름이 그려져 있었다. 그 페인트는 뉴어크 공공사업부에 의해 곧 제거되었다. 이 조각상은 2021년 10월 37세의 배우에 의해 두 번째로 파괴되었다.

## 같이 볼것
- 인권운동
- Black Lives Matter
- 조지 플로이드
- 조지 플로이드 사망 사건
- 조지 플로이드 시위